# Ulugombakia platytarsus
Ulugombakia platytarsus  (лат.) — вид пчёл, из трибы Eucerini семейства Apidae. Единственный вид рода.

## Описание
Эндемики Юго-восточной Азии (Малайзия, Selangor, Ulu Gombak). Длина около 1 см, чёрные с рыжеватым опушением на груди и ногах. Голова фронтально поперечная (длина к ширине относится как 0,71:1,0). Нижнечелюстные щупики 4-члениковые. Собирательные волоски образуют так называемую корзинку. Сходны с родом Tetraloniella.